# 오누이 (동화)

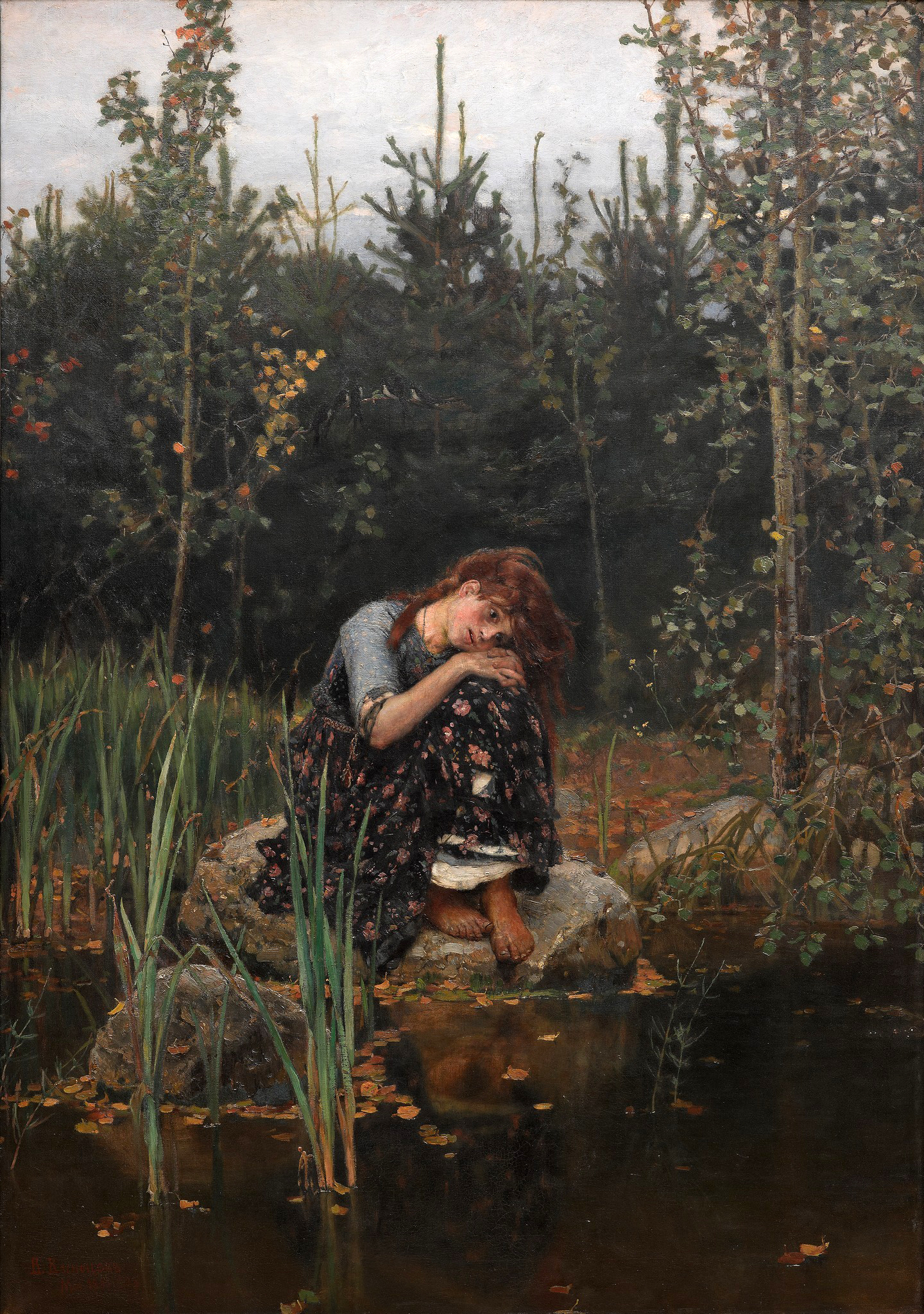
빅토르 바스네초프의 그림(1881)

오누이(독일어: Brüderchen und Schwesterchen)는 유럽에 전해져오는 이야기로 그림 동화에 수록된 11번째 동화이다.

## 줄거리
어머니를 여의고 계모의 학대에 못이겨 집을 나온 오누이는 숲속을 헤매게 되었다. 마녀인 계모는 오누이를 미행하면서 샘물에 마법을 내렸다. 갈증이 난 남동생가 샘물을 마시려 하자 누이(누나)은 "이 물을 마시면 호랑이가 된다"는 목소리가 들린다며 남동생을 말렸다. 조금 더 지나 다른 샘물에서 남동생가 물을 마시려 했지만 이번에도 누이(누나)은 "이 물을 마시면 늑대가 된다"는 목소리가 들린다고 남동생을 말렸다. 갈증을 참지 못한 남동생은 세 번째 샘물에서 누이의 충고를 듣지 않고 물을 마셨고 사슴이 되었다. 누나는 사슴이 된 남동생의 목에 양말끈을 매어주고 숲속의 작은 집에 살며 남동생을 보살폈다. 그러던 어느날 왕이 숲으로 사냥을 왔고 눈앞에 나타난 아름다운 사슴을 쫓던 왕은 이윽고 남매가 사는 집을 찾아냈다. 집에서 나온 누이(누나)에게 첫눈에 반한 왕은 그녀를 성으로 데려가 왕비로 삼았다. 남매가 행복하게 살고 있는 것을 알게 된 계모와 친딸은 크게 질투했으며, 계모는 성을 찾아가 이제 막 아들을 낳은 왕비를 유혹하여 목욕탕에 빠뜨려 익사시켰다. 왕비 대신 계모의 친딸이 침대에 누워 왕비인 척하며 왕을 속였다. 그러나 그날 밤부터 죽은 왕비의 유령이 나타나 자신의 아들과 사슴을 돌보았고, 유모는 이 사실을 왕에게 고했다. 왕비의 원혼이 여러 날 밤마다 사슴과 왕자 곁에 나타났으며, 여러 날 지나 사흘째 되던 날 밤, 왕은 왕비의 유령에 말을 걸었고 왕비는 새로운 생명을 얻었다. 모든 사실을 알게 된 왕은 계모와 그 딸을 처형했고 계모의 마법에 걸렸던 남동생도 인간의 모습으로 돌아왔다.

## 참고 문헌
- 그림 형제, 《그림동화전집》, 김유경 역, 동서문화사, 2007, ISBN 9788949704074